# ジョン・W・オルバー・トランジット・センター
ジョン・W・オルバー・トランジット・センター（英語：John W. Olver Transit Center）は、アメリカ合衆国マサチューセッツ州グリーンフィールド オリーブ・ストリート12にある駅。 全米各地を結ぶ旅客鉄道のアムトラックが乗り入れている。

## 概要
グリーンフィールドへのアムトラックの営業は、2014年12月29日ワシントン行バーモンター号の停車により開始された。ホームは仮設の木製のホームで建設され、後でコンクリートのホームに置き換えられる。メインストリート沿いにあるショップ、レストラン、その他の企業まで徒歩圏内である。当センターはフランクリン地域交通局と都市間バス路線もの乗り入れ、フランクリン地域交通局とフランクリン郡評議会のオフィスも入居している。列車の乗客は屋内の待合室、トイレ、小さなカフェ、Wi-Fiを利用できる。
2012年5月に竣工した約2,230平方メートルの建物は、国内で初めてのゼロ・トランジット・センターである。つまり、当センターにおいての再生可能エネルギー需要のすべてを掘り起こしている。そのために約678平方メートルの太陽光パネル、22の地熱井戸、および照明を制御するセンサーが設置されている。建物は太陽からの自然の暖房と行き渡る風による冷却を利用するために設置され、設計されている。
建設費は2009年アメリカ復興・再投資法に基づいて連邦道路局のフレックスファンドの助成金1,280万ドルにより賄われた。当センターの名称の由来は1991年から2013年までマサチューセッツ州西部の人々に奉仕した前下院議員ジョン・オルバー氏の名前からである。
全国ネットワークのアムトラックのグリーンフィールドへの停車は、マサチューセッツ州のコネチカット川線の改修によって可能となった。マサチューセッツ州はバーモント州との州境のちょうど南に位置するスプリングフィールドとイーストノースフィールドの間の約78キロの間、平行してコネチカット川が流れている。アムトラックのモントリオーラー号が1972年から1987年の間に当駅を通るルートで運行したが、後に軌道条件が悪化したためにルートを東に変更した。
コネチカット川線のリハビリは、連邦鉄道局の高速インターシティ・パッセンジャー・レール・プログラムによる約7,300万ドルの助成金と4,000万ドルの州資金による資金提供を受けた。軌道改良は、まくらぎの交換、より滑らかな乗り心地のための連続溶接レールの敷設、信号と通信システムとポイントの改良が施工された。州、地方自治体、アムトラックは、このプロジェクトにより最終的にバーモンター号全体の所要時間が約25分短縮され、列車の定時性が向上すると考えている。

## 利用可能な鉄道路線／列車
アムトラックの停車する列車は下記の通り。
セントオールバンズとワシントン間の昼行長距離列車バーモンター号…1日1往復停車

## バス
当駅から乗車できるバスは以下の通り。
中長距離バス
グレイハウンド
ピーターパン・バスラインズ
路線バス
フランクリン地域交通局 (FRTA) …21系統 、22系統 、23系統 、31系統 、32系統 、41系統 、Corporate Center 